# Rhyacia protensa
Rhyacia protensa là một loài bướm đêm trong họ Noctuidae.